# Кловерфилд, 10
«Кловерфилд, 10» (англ. 10 Cloverfield Lane) — американский триллер, вышедший в прокат 11 марта 2016 года.
Фильм был спродюсирован Дж. Дж. Абрамсом и его компанией Bad Robot Productions, в роли режиссёра выступил дебютант Дэн Трахтенберг, ранее известный только по короткометражному фильму «Portal: No Escape». Дистрибьютором фильма выступила компания Paramount Pictures.
Абрамс назвал этот фильм «кровным родственником» фильма 2008 года «Монстро», также спродюсированного им, и имеющим в оригинале название «Кловерфилд». Сюжетно, однако, фильмы почти никак не связаны.

## Сюжет
После ссоры с бойфрендом Беном девушка по имени Мишель спешно собирает вещи и уезжает из города, однако попадает в автокатастрофу. Она приходит в себя в подземном бункере, прикованная к кровати. Вскоре она знакомится с двумя другими жителями бункера — пожилым Говардом Стэмблером, одержимым идеей безопасности перед лицом возможных катастроф и из-за этого построившим этот бункер под своим домом, и Эмметом ДеВиттом — молодым человеком, которого Говард нанимал для помощи в обустройстве бункера. Говард и Эммет уверяют Мишель, что мир подвергся химической или ядерной атаке, и жизнь на поверхности невозможна. По их мнению, выйти из бункера они смогут не ранее, чем через один или два года, однако для такого длительного пребывания у них есть всё необходимое. Девушка сомневается в правдивости этих утверждений и пытается сбежать, незаметно вытащив у Говарда ключи. Впрочем, добравшись до наружной двери, она не решается открыть её, поскольку видит на улице обезумевшую женщину с повреждённой кожей, чьё состояние скорее подтверждает сказанное Говардом. Позже Говард признаётся, что это его машина столкнулась с машиной Мишель — Говард объясняет это тем, что после известия о случившейся катастрофе он утратил бдительность на шоссе, стремясь скорее добраться до укрытия. Оказавшись виновником столкновения, он решил спасти Мишель, взяв её с собой в бункер.
Трое постепенно сближаются, проводя время за настольными играми, чтением и просмотром кино. Сверху временами доносятся звуки летательных аппаратов, но Говард утверждает, что они могут принадлежать только вражеской армии. Когда из-за землетрясения возникает поломка в системе фильтрации воздуха, Мишель пролезает по узкому воздуховоду, чтобы перезапустить аппарат. В техническом помещении она находит серёжки и надпись «Помогите!» на внутренней стороне окошка. Она замечает, что эти же серёжки носит девушка на фотографии, которую ей показывал Говард. По словам Говарда, это его дочь Меган, уехавшая в другой город, однако Эммет сообщает Мишель, что на самом деле это местная девушка, пропавшая без вести два года назад. Поняв, что Говарду нельзя доверять, Мишель и Эммет совместно продумывают план побега из бункера, изготовляя самодельный противогаз и защитный костюм. Однако Говард, заподозрив обман, требует от них признания, и когда Эммет берёт вину на себя, убивает его и растворяет тело в хлорной кислоте.
Говард предлагает Мишель жить, как «счастливая семья», однако замечает защитный костюм и понимает, что Мишель обманывала его. Мишель пытается выбраться из бункера, опрокинув на Говарда бочку с кислотой. Начинается пожар. Надев защитный костюм, Мишель выбирается наружу через воздуховод и вентиляционную шахту. Вскоре бункер взрывается. Мишель обнаруживает, что воздух не заражён, однако видит вдали непонятный летательный аппарат, который устремляется к ней. В вечерних сумерках на Мишель нападает инопланетное существо, а затем корабль захватывает машину Говарда, в которой находится женщина, щупальцами и пытается затащить её внутрь. Сделав при помощи зажигалки и бутылки виски, найденных в автомобиле, коктейль Молотова, Мишель бросает его внутрь инопланетного корабля, который выпускает машину и падает на землю, взрываясь. Затем Мишель уезжает на машине погибшей женщины по шоссе прочь от бункера, сбив по дороге почтовый ящик с адресом «Кловерфилд-лейн, 10».
У границы Техаса она слышит радиосообщение, инструктирующее всех выживших направляться в Батон-Руж на эвакуацию, однако тем, кто имеет опыт медицинской помощи или участия в боях, предлагается прибыть на помощь в Хьюстон. Помедлив на повороте, Мишель поворачивает к Хьюстону, в то время как в ночных всполохах молний вырисовываются силуэт огромного инопланетного корабля близ города.

## В ролях
- Мэри Элизабет Уинстед — Мишель
- Джон Гудман — Говард Стэмблер
- Джон Галлахер-младший — Эмметт ДеВитт
- Брэдли Купер — Бен, бойфренд Мишель (голос)
- Сьюзан Крайер — женщина
- Уннур Бирна Вильхьялмсдоттир

## Производство
Фильм был снят в конце 2014 года в обстановке строгой секретности и до начала 2016 года его грядущий выход держался в тайне. Сообщалось лишь, что с 2014 года студия работает над постапокалиптическим триллером «Валенсия» либо, по другой версии, «Подвал». Вечером 14 января 2016 года во время премьеры фильма «13 часов: Тайные солдаты Бенгази» был показан трейлер «Кловерфилд, 10»; стало известно, что фильм уже давно снят и выйдет в прокат 11 марта.
Музыку к фильму написал композитор Беар Маккрири. 3 марта 2016 года был выпущен альбом с саундтреком, включающий 14 композиций. Для записи музыки Маккрири использовал несколько оркестров с различным составом инструментов, а также экспериментальный инструмент бластер-бим, на котором в качестве приглашённого музыканта сыграл Крэг Хаксли, один из наиболее известных исполнителей на бластер-биме в мире.

## Награды и номинации
- 2016 — номинация на премию Брэма Стокера за лучший сценарий (Джош Кэмбелл, Мэтт Стюкен, Дэмьен Шазелл).
- 2016 — номинация на премию Critics' Choice Movie Awards за лучший научно-фантастический фильм или хоррор.
- 2017 — три премии «Сатурн»: лучший триллер, лучшая актриса (Мэри Элизабет Уинстед), лучший актёр второго плана (Джон Гудман). Кроме того, лента получила номинацию в категории «лучший монтаж» (Штефан Грубе).
- 2017 — номинация на премию Гильдии режиссёров США за лучший режиссёрский дебют (Дэн Трахтенберг).
- 2016 — номинация на премию «Империя» за лучший научно-фантастический или фэнтезийный фильм.